# Kostel Navštívení Panny Marie (Kežmarok)
Kostel Navštívení Panny Marie (nazývaný také mariánský nebo paulánský kostel) je barokní kostel ze 17. století nalézající se ve slovenském okresním městě Kežmarok. Kostel je od roku 1981 chráněn jako národní kulturní památka Slovenské republiky.

## Historie kostela
Kostel byl postaven v městské uliční zástavbě na místě bývalých tří domů, které byly v roce 1650 darovány vedením v té době protestantského města Kežmarok katolické církvi na stavbu malého kostela, protože kostel Svatého Kříže v té době patřil protestantům a katolíci neměli svůj vlastní kostel. Vedení města tak učinilo z vděčnosti, protože mu tehdejší významní představitelé římskokatolické církve pomohli ve sporech proti rodině Thökölyů. 
První zmínka o kostele pochází z roku 1654. V roce 1741 kostel vyhořel a o šest let později začala pozdně barokní přestavba kostela pod dohledem řádu paulánů.

## Interiér
Interiér jednolodního kostela je barokní – kazatelna, část hlavního oltáře Navštívení Panny Marie (původní centrální oltářní obraz, jehož podoba již není známa, byl na počátku 20. století nahrazen sochou Panny Marie Lurdské), boční oltáře svatého Pavla Poustevníka a svaté Anny pocházejí z první poloviny 18. století. V letech 2003–2005 proběhla generální oprava kostela a úprava oltáře.
Nejstarší dochovanou částí interiéru kostela je bohatě zdobená barokní kazatelna z konce 17. století, jejímž autorem je mistr, který se podílel i na tvorbě oltáře v kapli kežmarského hradu. 
Hlavní oltář zasvěcený Navštívení Panny Marie, byl zhotoven ze štuku v roce 1772. Oltář je jediným štukovým oltářem od kežmarského sochaře a štukatéra Jána Feega. V kostele jsou umístěny rovněž obrazy svatého Pavla Poustevníka a svatého Josefa – ženicha Panny Marie od malíře Imricha Jagušice.
V 19. století byly do kostela přeneseny z kostela svatého Kříže dva barokní boční oltáře svatého Pavla Poustevníka a svaté Anny. Vznikly kolem roku 1730 v dílně kežmarského řezbáře Jana Lercha.

## Fotogalerie

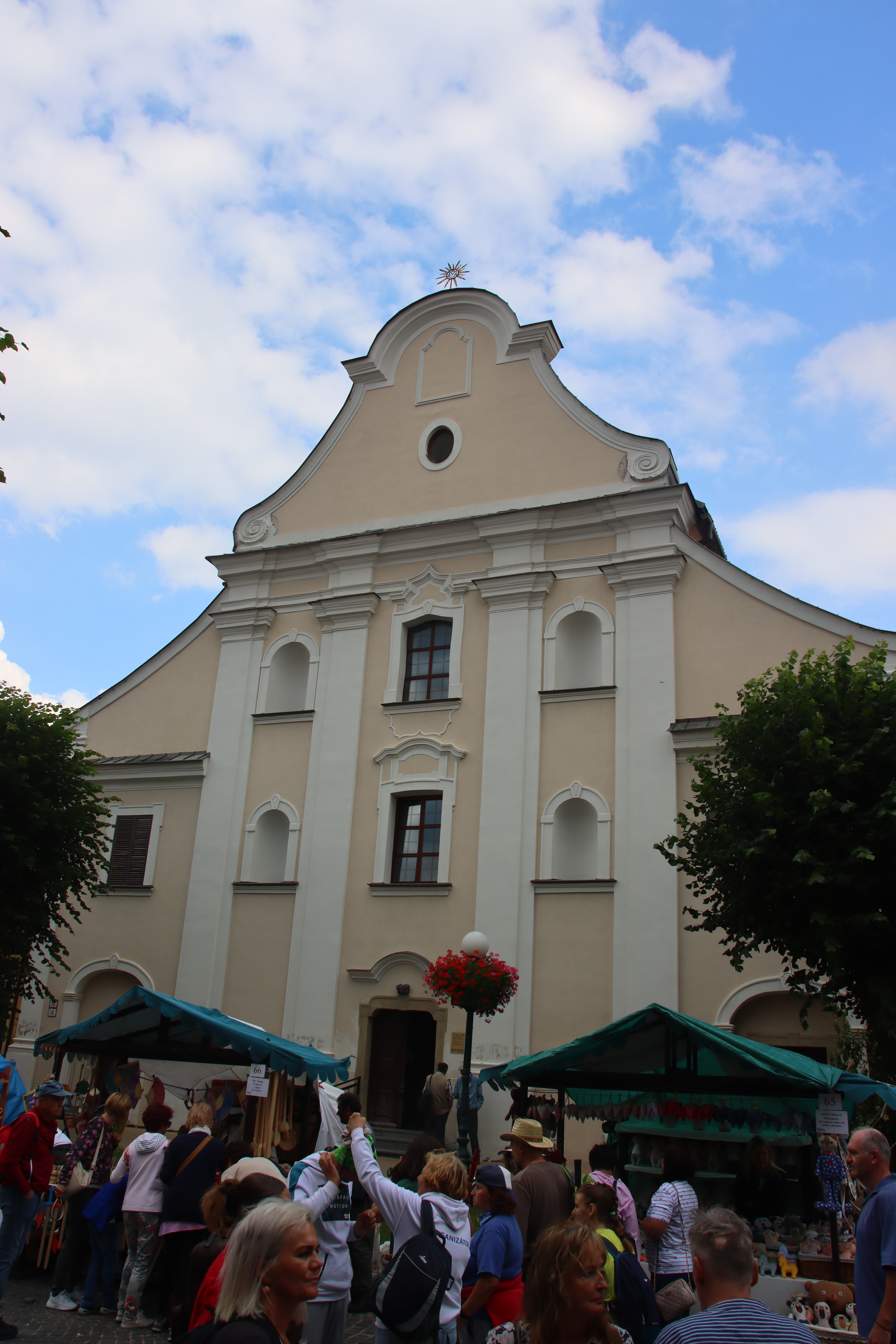
Vstupní fasáda kostela
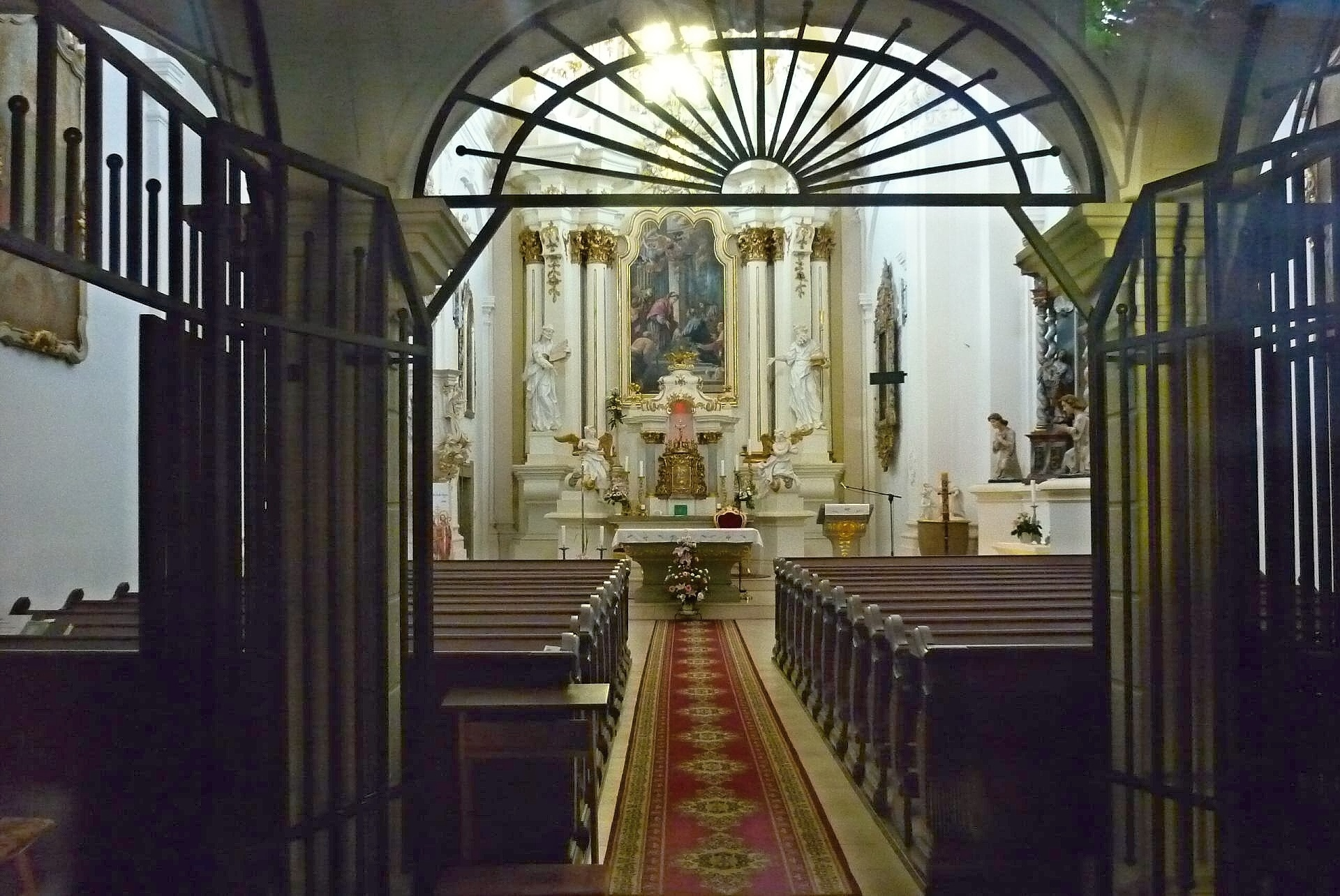
Pohled do interiéru kostela ze vstupní haly
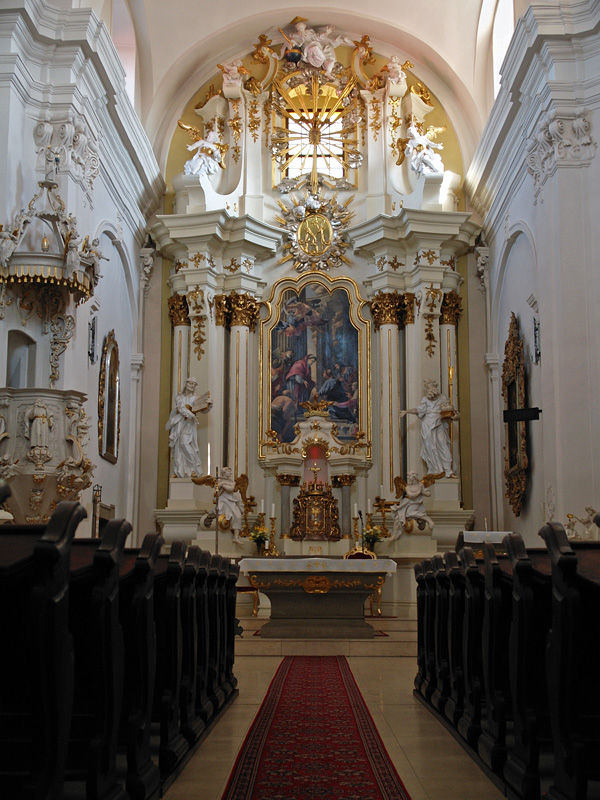
Hlavní oltář
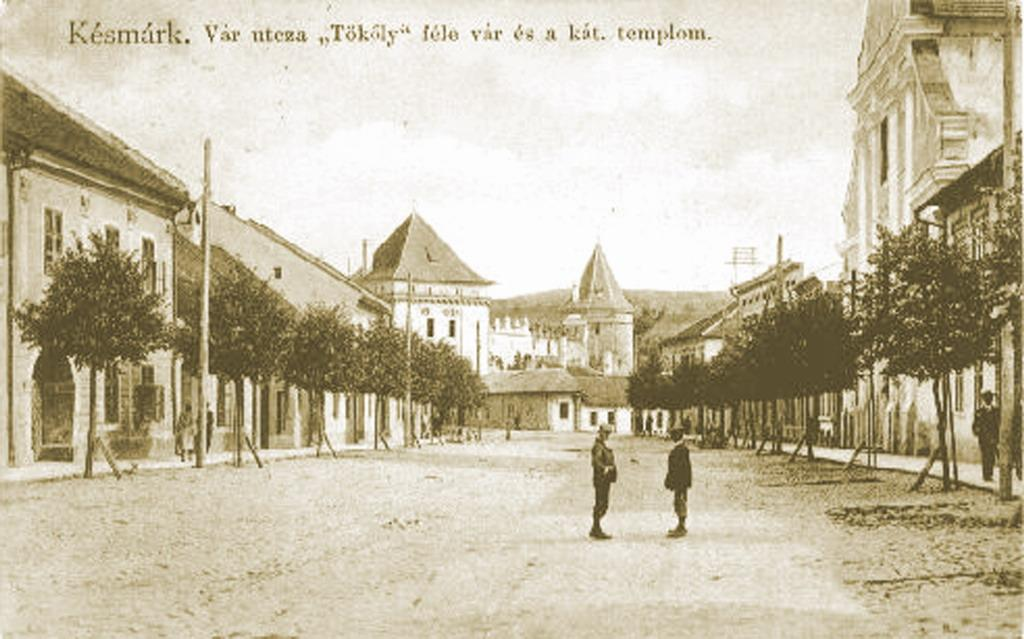
Hradní náměstí s kežmarským hradem uprostřed a kostelem Navštívení Panny Marie vpravo
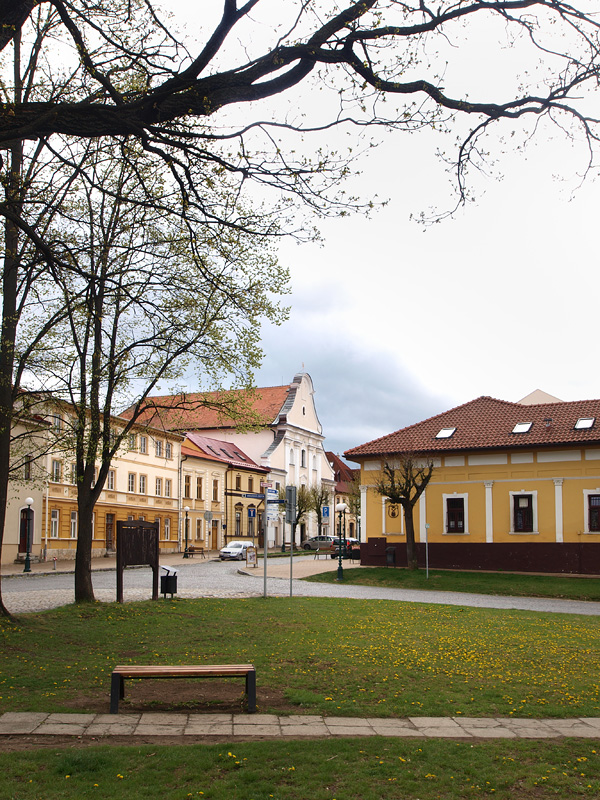
Hradní náměstí s kostelem v pozadí